# Stukely-Sud
Pour les articles homonymes, voir Stukely.
Stukely-Sud est une municipalité de village dans Memphrémagog, en Estrie, au Québec (Canada).

## Toponymie
Cette entité territoriale partage la même origine dénominative que la municipalité de Stukely-Sud, dont elle a été détachée en 1935. L'exploitation de carrières de pierres et la pratique de la chasse constituent les deux activités majeures de la population locale.

## Histoire
Les premiers résidents permanents étaient des loyalistes américains. L’implantation fut difficile en raison du terrain montagneux. Les habitants durent alors travailler en forêt et dans les mines de cuivre, en plus de pratiquer une agriculture de subsistance pour survivre.

L'Église adventiste de Stukely-Sud, est la plus vieille du Canada et est présentement en rénovation afin de pouvoir accueillir 115 personnes supplémentaire à la fois. L'église avait auparavant une cinquantaine de place.

## Géographie
Bornée par la municipalité de Saint-Étienne-de-Bolton, au sud-est, cette municipalité de village se déploie dans un décor de montagnes, à 11 km à l'est de Waterloo.Elle est traversée par la route 112.

## Démographie

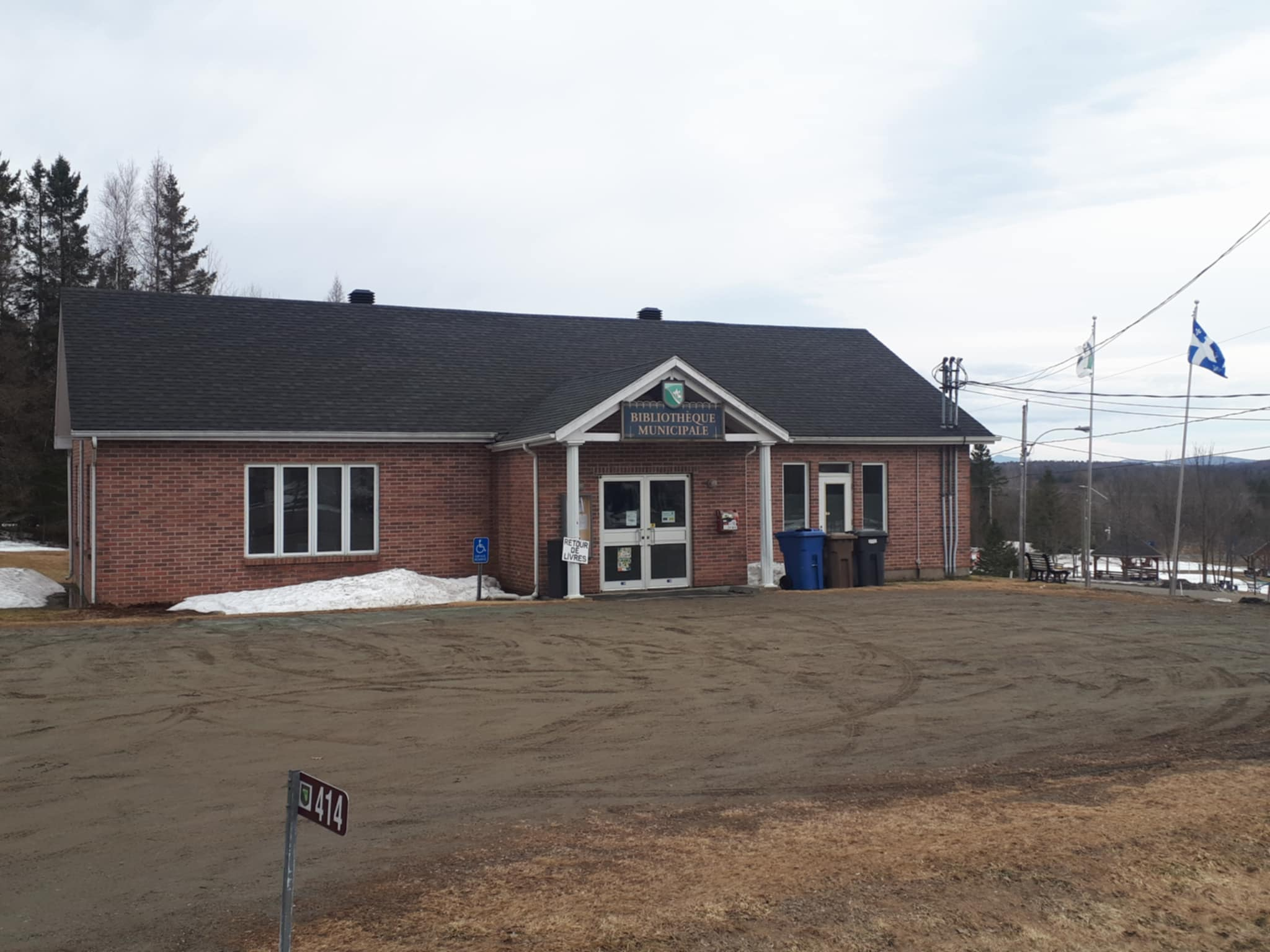
Mairie et bibliothèque municipale de la municipalité de Stukely-Sud

| 1991 | 1996 | 2001 | 2006 | 2011 | 2016  | 2021  |
| ---- | ---- | ---- | ---- | ---- | ----- | ----- |
| 754  | 882  | 965  | 941  | 999  | 1 058 | 1 142 |

## Administration
Les élections municipales se font en bloc pour le maire et les six conseillers.
| Stukely-Sud Maires depuis 2001                                                                                       |                    |                     |          |
| Élection | Maire              | Qualité             | Résultat |
| 2001 | Richard Lajoie     |                     | Voir     |
| 2005 | Gérald Allaire     |                     | Voir     |
| 2009 | Gérald Allaire     | Voir                |          |
| 2013 | Gérald Allaire     | Voir                |          |
| 2017 | Patrick Leblond    |                     | Voir     |
| n/d | Véronique Stock    |                     | Voir     |
| 2021 | Véronique Stock    | Voir                |          |
| mai 2023 | Véronique Papineau | Mairesse suppléante | Voir     |
| juil. 2023 | François Rhéaume   |                     | Voir     |
| Élection partielle en italique Depuis 2005, les élections sont simultanées dans toutes les municipalités québécoises |                    |                     |          |